# Eduvie Ikoba
Eduvie Ikoba (Bettendorf, 1997. október 26. –) amerikai-nigériai labdarúgó, csatár, a Académico de Viseu labdarúgója.

## Pályafutása

### Egyetem
Ikoba négy évig a Dartmouth egyetemen játszott, ahol 62 meccsen 17 gólt és 8 asszisztot jegyzett. Amíg az egyetemen volt, bemutatkozhatott a Black Rock csapatában, ahol egy mérkőzésen lépett pályára.

### Klubcsapatokban
2019. január 14-én az FC Dallas 63. helyen kiválasztotta a 2019-es MLS SuperDraft-on, de szerződést nem kapott.
2019 júliusában Magyarországra igazolt a Zalaegerszeg csapatához, ahonnan egy szezon után továbbállt a szlovák Trenčín csapatához.
2022 nyarán szerződést bontott a szlovák együttessel, és ismét a Zalaegerszeghez igazolt. 2022. szeptember 2-án a labdarúgó NB I. 7. fordulójában a Mezőkövesd ellen 5–0-ra megnyert mérkőzésen mesterhármast ért el. November 8-án a Kisvárda otthonában 3–0-ra megnyert mérkőzésen 2 gólt szerzett, tizedik gólját is megszerezve a bajnoki idényben. A szezon végén Magyar Kupát nyert a ZTE-vel, teljesítményével pedig több neves európai csapat érdeklődését is felkeltette.
2023 szeptember 1-jén jelentette be szerződtetését a portugál másodosztályban szereplő Académico de Viseu.
2024. január 11-én a koreai másodosztályban szereplő Szöul E-Land vette kölcsön a szezon végéig.

## Sikerei, díjai

### Klubcsapatokkal
Zalaegerszeg
- Magyar kupagyőztes: 2022–23